# Agrodiaetus maculata
Agrodiaetus maculata är en fjärilsart som beskrevs av Reverdin 1909. Agrodiaetus maculata ingår i släktet Agrodiaetus och familjen juvelvingar. Inga underarter finns listade i Catalogue of Life.